# Siegmund Hinrichsen

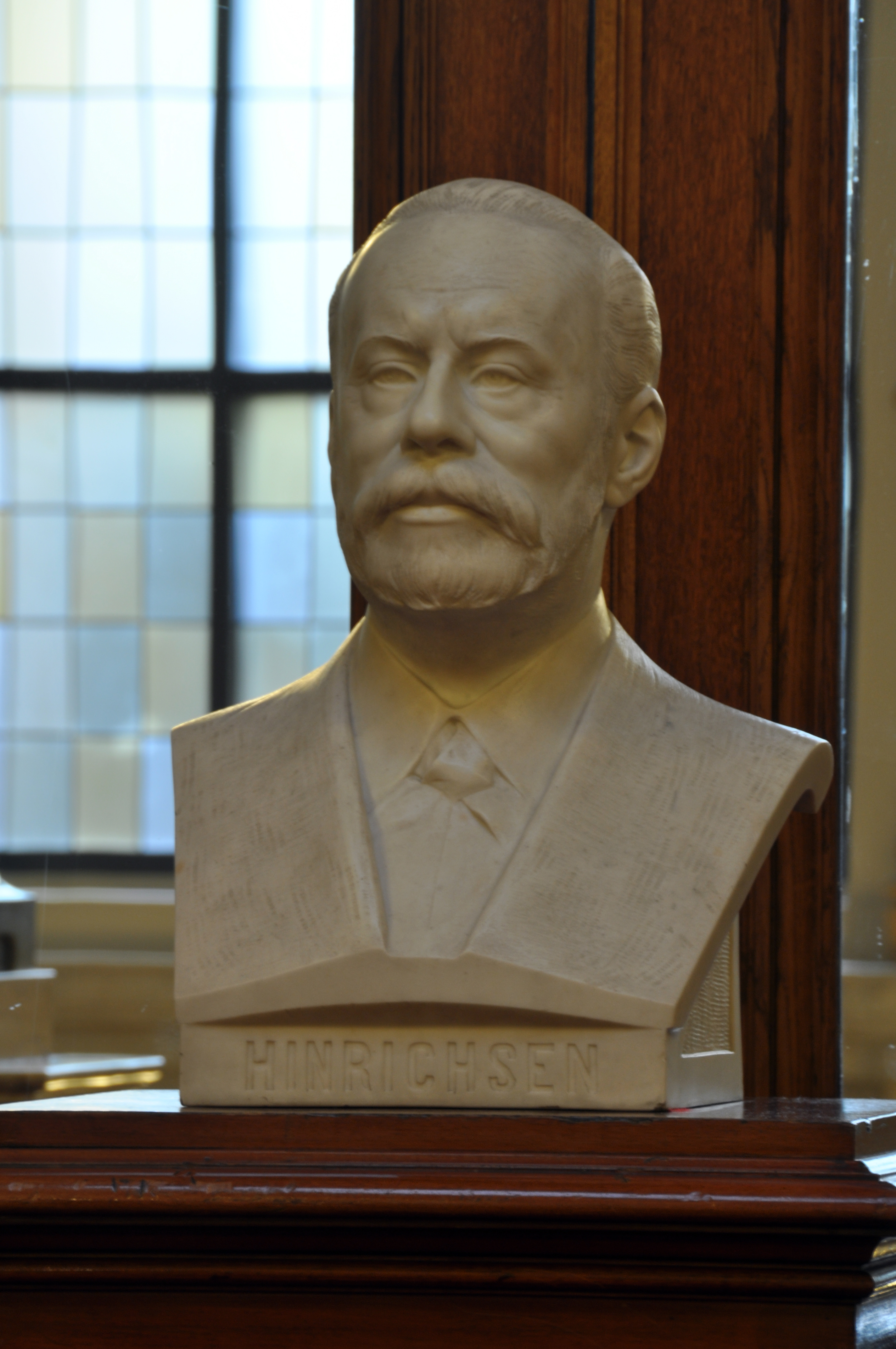
Siegmund Hinrichsen, Büste im Hamburger Rathaus

Siegmund Hinrichsen (* 17. Januar 1841 in Hamburg; † 22. September 1902 ebenda) war ein deutscher Bankier, Mitglied der Hamburgischen Bürgerschaft von 1871 bis 1902 und Präsident der Bürgerschaft von 1892 bis 1902.

## Leben
Siegmund Hinrichsen war Schüler der Israelitischen Freischule. Nach einer kaufmännischen Lehre mit Gewicht auf dem Bankfach übte er zunächst den Beruf eines Bankkaufmanns aus. 1879 gründete er, nachdem er unter anderem Prokurist bei der Norddeutschen Bank gewesen war, das Bankhaus Hardy & Hinrichsen.
1871 wurde er in allgemeinen Wahlen in die Hamburger Bürgerschaft gewählt, deren Mitglied er über 30 Jahre lang bis zu seinem Tod blieb. Er schloss sich der Fraktion des Linken Zentrums an. Hinrichsen war 1872 zunächst Schriftführer im Vorstand der Bürgerschaft, ehe er 1880 deren erster Vizepräsident und 1892 zu ihrem Präsidenten gewählt wurde.
Zu seinen zahlreichen Ämtern zählten die Mitgliedschaft in der Handelskammer Hamburg, deren Präses er 1889/1890 war und die ihn in die Deputation für indirekte Steuern und Abgaben entsandte, sein Aufsichtsratsmandat bei der Norddeutschen Bank, seine Tätigkeit in der Verwaltung der Lübeck-Büchener Eisenbahn, der stellvertretende Vorsitz des provisorischen Börsenausschusses in Berlin, sowie die Mitgliedschaft und der Vorsitz im Vorstand der nunmehr in Stiftungsschule von 1815 umbenannten, früher von ihm selbst besuchten Lehranstalt.
Hinrichsen starb am 22. September 1902 an einem Herzschlag während einer Präsidiumssitzung der Bürgerschaft.
Der von den Nationalsozialisten als Jude vorzeitig in den Ruhestand gezwungene ehemalige Staatsrat der Hamburger Finanzbehörde, Leo Lippmann, schrieb in seinen Erinnerungen zu Hinrichsen:

„Mein Vater hat zu uns Jungen oft von ihm gesprochen, als von einem Mann, der als ungetaufter Jude zwar nicht Senator werden könnte, der aber als Präsident der Bürgerschaft eine fast ebenso hohe Stellung erreicht hat.“

Die Stadt Hamburg ehrte ihn 1948 mit der Benennung der Hinrichsenstraße im Hamburger Stadtteil Borgfelde.